# Euphagus
Euphagus is een geslacht van zangvogels uit de familie troepialen (Icteridae).

## Soorten
Het geslacht kent de volgende soorten:
- Euphagus carolinus – Zwarte troepiaal
- Euphagus cyanocephalus – Brewers troepiaal